# 瑞丰银行
浙江绍兴瑞丰农村商业银行股份有限公司（上交所：601528，简称：瑞丰银行）是中国浙江省绍兴市的一家农村商业银行。截止2020年末，瑞丰银行共在绍兴市柯桥区、越城区和义乌市拥有105家网点，在嵊州设有嵊州瑞丰村镇银行。它主要服务三农和小微企业。

## 历史
其前身为绍兴县信用联社，2005年改制为浙江绍兴县农村合作银行，2011年成为农村商业银行。2016年10月该银行向中国证监会递交招股书，但2018年7月9日被取消审核资格。2020年12月21日，因“贷款管理严重不审慎，信贷资金实际用途与约定不符；以及瑞丰银行贷款管理严重不审慎，信贷资金违规流入股市”，银保监会金华监管分局对该银行处罚款50万元。2021年6月25日，它在上海证券交易所A股上市，成为浙江首家上市的农村商业银行和A股第9家农村商业银行。